# Південний цвинтар (Санкт-Петербург)
Південний цвинтар (рос. Южное кладбище) — найбільший некрополь Санкт-Петербурга, один з найбільших цвинтарів Європи.

## Розташування

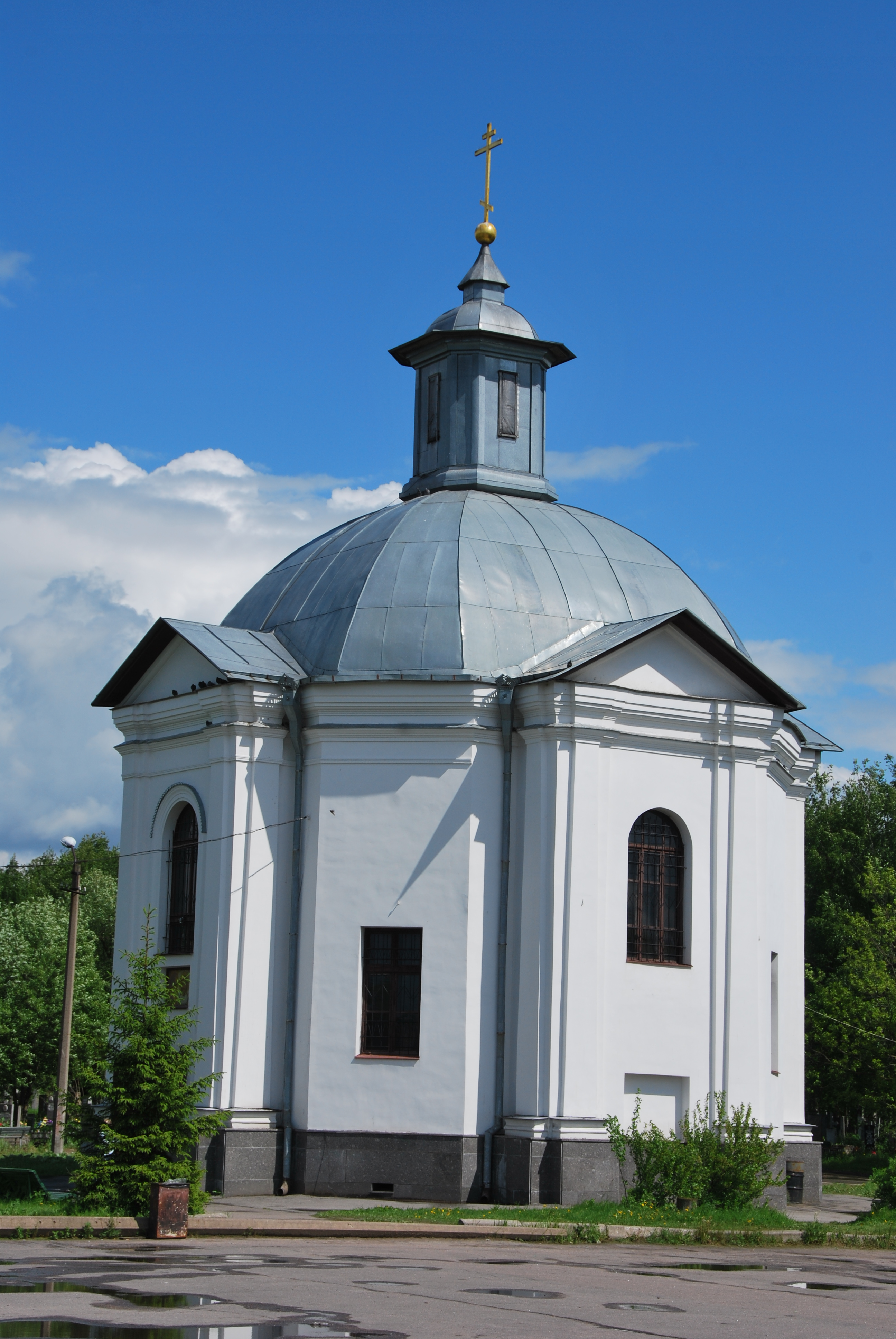
Каплиця святителя Тихона Московського

Цвинтар розташований поблизу станції метро Московська, на перетині Волхонського та Пулковського шосе, у Московському районі міста федерального значення Санкт-Петербурга, на території колишнього присілка Венерязі.

## Історія

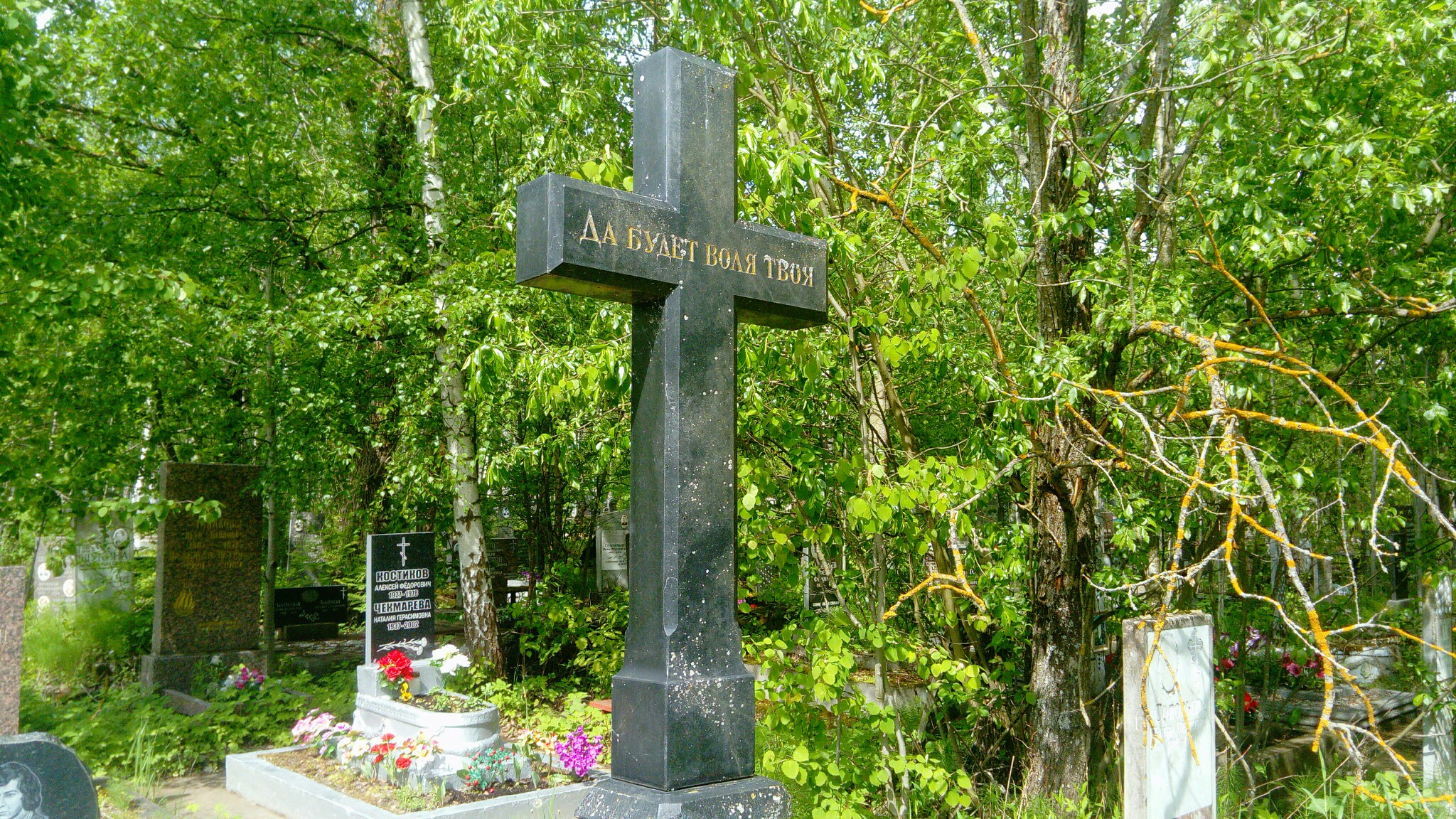

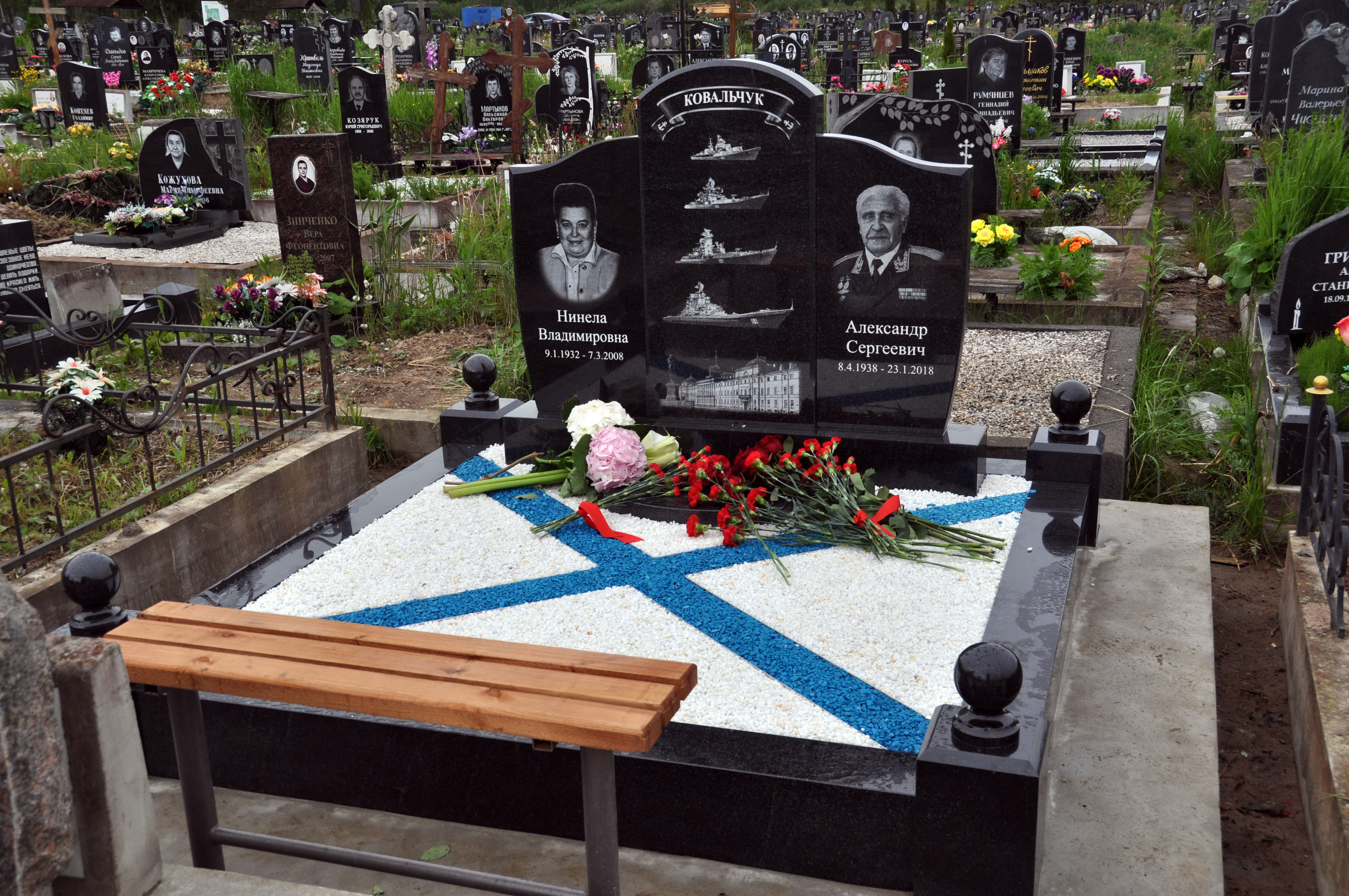

Південний цвинтар було відкрито у 1971 році. Щорічно на цвинтарі проводиться майже сім тисяч поховань.
На цвинтарі є мусульманська, єврейська та старообрядницька ділянки, військова ділянка та колумбарій.

## Поховання
- Борис Аракелов[ru] — радянський актор театру та кіно.
- Микола Брозголь — радянський військовик. Герой Радянського Союзу (1944).
- Микола Годовиков — радянський російський актор театру та кіно.
- Володимир Гуманенко — радянський воєначальник, капітан 1 рангу, Герой Радянського Союзу (1942).
- Михайло Живолуп — радянський військовик. Герой Радянського Союзу (1943).
- Костянтин Казачинський — радянський військовик. Герой Радянського Союзу (1945).
- Олександр Ковальчук[ru] — радянський російський воєначальник, контр-адмірал (1987). Лауреат Державної премії СРСР (1985).
- Федір Котанов — радянський військовик. Герой Радянського Союзу (1945).
- Крилов Степан Іванович — радянський актор. Заслужений артист РРФСР (1969).
- Пантелеймон Кримов — радянський російський актор театру та кіно.
- Юхим Норовський[ru] — радянський військовик, генерал-майор інженерно-технічної служби (1959).
- Василь Осипов — радянський військовий летун, майор. Двічі Герой Радянського Союзу (1942, 1944).
- Леонід Осокін[ru] — радянський російський актор театру та кіно.
- Олексій Смирнов — радянський актор, Заслужений артист РРФСР (1976).
- Юрій Тризна[ru] — радянський художник та графік.
- Олег Хроменков — радянський актор театру та кіно.

## Режим роботи
- травень — вересень : щодня з 9 до 19 годин
- жовтень — квітень : щодня з 9 до 17 годин
- 1 січня — вихідний